# Next Position Please
Next Position Please è il settimo album in studio della rock band Cheap Trick, pubblicato nel 1983.

## Tracce
1. I Can't Take It – 3:28 – (Zander)
2. Borderline – 3:34 – (Nielsen)
3. I Don't Love Here Anymore – 3:51 – (Nielsen)
4. Next Position Please – 2:51 – (Nielsen)
5. Younger Girls – 3:14 – (Nielsen/Zander)
6. Dancing the Night Away – 4:58 – (Garvey/McMaster)
7. You Talk Too Much – 1:55 – (Nielsen)
8. 3-D – 3:37 – (Nielsen)
9. You Say Jump – 3:06 – (Nielsen)
10. Y.O.Y.O.Y. – 4:54 – (Nielsen)
11. Won't Take No for an Answer – 3:13 – (Nielsen)
12. Heaven's Falling – 3:48 – (Rundgren)
13. Invaders of the Heart – 4:00 – (Nielsen)
14. Don't Make Our Love a Crime – (Nielsen)

## Singoli
- (1983) Dancing the Night Away/Don't Make Our Love A Crime
- (1983) Dancing the Night Away/I Want You To Want Me/Ain't That A Shame
- (1983) I Can't Take It/You Talk Too Much.

## Formazione
- Robin Zander - voce, chitarra ritmica
- Rick Nielsen - chitarre, tastiere
- Bun E. Carlos - batteria
- Jon Brant - basso